# Willersalpe
Die Willersalpe ist eine Alp in der Gemeinde Bad Hindelang im Landkreis Oberallgäu.
Die Alpe ist im Sommer bewirtschaftet, neben der Bewirtung gibt es einfache Übernachtungsmöglichkeiten auf Matratzenlagern. Sie ist Ausgangspunkt oder Zwischenstation für viele Bergtouren. Auf der Willersalpe wird Bergkäse produziert.

## Lage
Die Willersalpe liegt auf einer Höhe von 1456 m ü. NHN, im Quellgebiet des Willersbaches, in einer Hochmulde über dem Ostrachtal oberhalb von Hinterstein, zwischen Ponten (2045 m), Zirleseck (1875 m), Zerrerköpfle (1945 m) und Gaishorn (2247 m) in den Allgäuer Alpen.

## Alphütte
Die Alphütte wurde gegen Ende des Zweiten Weltkriegs in Brand geschossen. 1947 wurde die Hütte neu aufgebaut. Sie wird heute noch auf traditionelle Weise per Pferd versorgt.

## Zustiege
- Von Hinterstein ca. 1½ Stunden
- Von Oberjoch über Iseler, Bschießer (2000 m) und Ponten. Ab der Bergstation der Iselerbahn bis zur Willersalpe ca. 3½ Stunden
- Aus dem Tannheimer Tal

## Übergänge
- Jubiläumsweg zum Prinz-Luitpold-Haus (ca. 8 bis 9 Stunden)
- abzweigend vom Jubiläumsweg über Saalfelder Höhenweg zur Landsberger Hütte (ca. 5 Stunden)

## Gipfel
- Gaishorn (2247 m; 2¾ Stunden)
- Rauhhorn (2241 m; 2¾ Stunden)
- Ponten (2025 m; 1¾ Stunden)
- Bschießer (2000 m)
- Rohnenspitze (1990 m, 1½ Stunden)